# North American Hockey League 1974/75
Die Saison 1974/75 war die zweite reguläre Saison der North American Hockey League. Die acht Teams absolvierten in der regulären Saison je 74 Begegnungen. Die North American Hockey League wurde in einer Division ausgespielt. Das punktbeste Team der regulären Saison waren die Syracuse Blazers, während sich die Johnstown Jets in den Finalspielen um den Lockhart Cup durchsetzten.

## Teamänderungen
Folgende Änderungen wurden im Laufe der Saison vorgenommen:
- Die Cape Cod Cubs änderten ihren Namen in Cape Codders.
- Die Philadelphia Firebirds wurden als Expansionsteam in die Liga aufgenommen.

## Reguläre Saison

### Abschlusstabellen
Abkürzungen: GP = Spiele, W = Siege, L = Niederlagen, T = Unentschieden, OTL = Niederlage nach Overtime, GF = Erzielte Tore, GA = Gegentore, Pts = Punkte
| North American Hockey League | GP | W  | L  | OTL | GF  | GA  | Pts |
| ---------------------------- | -- | -- | -- | --- | --- | --- | --- |
| Syracuse Blazers             | 74 | 46 | 25 | 3   | 345 | 232 | 95  |
| Philadelphia Firebirds       | 74 | 40 | 31 | 3   | 311 | 288 | 83  |
| Broome Dusters               | 74 | 39 | 32 | 3   | 293 | 286 | 81  |
| Johnstown Jets               | 74 | 38 | 32 | 4   | 274 | 255 | 80  |
| Cape Codders                 | 74 | 32 | 38 | 4   | 319 | 310 | 68  |
| Mohawk Valley Comets         | 74 | 31 | 38 | 5   | 312 | 346 | 67  |
| Long Island Cougars          | 74 | 29 | 40 | 5   | 271 | 280 | 63  |
| Maine Nordiques              | 74 | 27 | 46 | 1   | 266 | 394 | 55  |

## Lockhart-Cup-Playoffs
|  | Lockhart-Cup-Halbfinale | Lockhart-Cup-Halbfinale | Lockhart-Cup-Halbfinale |  |  | Lockhart-Cup-Finale | Lockhart-Cup-Finale | Lockhart-Cup-Finale |
|  |                         |                         |                         |  |  |                     |                     |                     |
|  |                         |                         |                         |  |  |                     |                     |                     |
|  |                         |                         |                         |  |  |                     |                     |                     |
|  |                         |                         |                         |  |  |                     |                     |                     |
|  |                         |                         |                         |  |  | 4                   | Johnstown Jets      |                     |
|  |                         |                         |                         |  |  |                     |                     |                     |
|  |                         |                         |                         |  |  |                     |                     |                     |
|  |                         |                         |                         |  |  |                     |                     |                     |
|  |                         |                         |                         |  |  |                     |                     |                     |